# Miconia amplinodis
Miconia amplinodis är en tvåhjärtbladig växtart som beskrevs av Gina Umaña Dodero och Frank Almeda. Miconia amplinodis ingår i släktet Miconia och familjen Melastomataceae.
Artens utbredningsområde är Costa Rica. Inga underarter finns listade i Catalogue of Life.